# BLACK (パフォーマー)
BLACK(ブラック)は、日本のパフォーミングアーティスト。
2001年・2007年ヨーヨー世界チャンピオン。シルク・ドゥ・ソレイユ アーティスト。TEDスピーカー。

## 人物
東京都出身。青山学院大学卒業。名前の由来は、選手時代に黒い衣装を好んで着ていたことから。。
学生時代は英語が苦手であったが、世界大会優勝後にインスタントメッセンジャーを通じ世界中のヨーヨープレイヤーと会話する中で徐々に英語を習得していった。現在では、TEDカンファレンスをはじめ英語で講演を行うまでになった。
尊敬するパフォーマーはウクライナ出身のジャグラーであるヴィクトル・キー。2003年にキーの演技を観て以来、シルク・ドゥ・ソレイユへの入団を目指すようになった。しかし当時、ヨーヨーパフォーマーのシルク・ドゥ・ソレイユ出演は前例がなかったため、本当に自分が出演できるとは思っていなかった。

## 経歴

### アマチュア時代
1997年、バンダイより発売されたハイパーヨーヨーを手に取る。1997-1998年のブーム時には目立つ選手ではなかったが、ブーム沈静化後に頭角を現し、2001年には米国フロリダ州で開催されたヨーヨー世界大会にて優勝を果たした。
大学卒業後は、システムエンジニアとして一般企業に就職。ヨーヨーに取り組む時間が無くなったことから、転職を検討。適職診断を受けた際に「自分の死後も後世に残る、社会に良い影響を及ぼす何かを為したい」という思いが芽生えた。
自分が後世に残せる良い影響は、「後進の競技ヨーヨー選手達の活動環境を改善する事」であるとし、その手段として「シルク・ドゥ・ソレイユに出演し、ヨーヨーの社会的評価を上げる事」を目指し始めた。

### プロ転向後
2007年、プロパフォーマーとして独立。

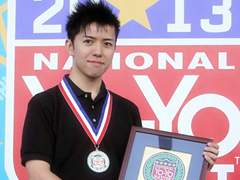
ヨーヨーマスター受勲時

2009年、シルク・ドゥ・ソレイユのオーディションに合格。ヨーヨーパフォーマーとして初の合格者となる。ただしこれは、契約等は無くアーティストデータベースへの登録のみであり、即時出演したわけではなかった。
2013年2月、米国カリフォルニア州で開催された世界的講演会「TED 2013」に唯一の日本人として登壇。
同年9月、シルク・ドゥ・ソレイユのスペシャルイベントに出演。史上初のヨーヨーアーティストとしての出演を果たした。
同年10月、TED登壇やシルク・ドゥ・ソレイユ出演により、ヨーヨーに対する社会からの評価を向上させたとして、ヨーヨー業界の発展に寄与した者に贈られる「ナショナルマスターアワード」を受賞。ヨーヨーマスターとして認定された。
2014年4月より、シルク・ドゥ・ソレイユのツアーショー「KURIOS」に出演。ストーリーのカギを握る「時の支配者」役としてソロ演目を担当し、500回以上のショーに出演、100万人以上の観客を魅了した。
2016年には同役を後輩へ引き継いだが、2023年にはベルギー公演に出演しており、現在も時おり一時復帰することがある。
現在は、日本を拠点に国内外でパフォーマンス・講演活動を行っている。

## パフォーマンス作品

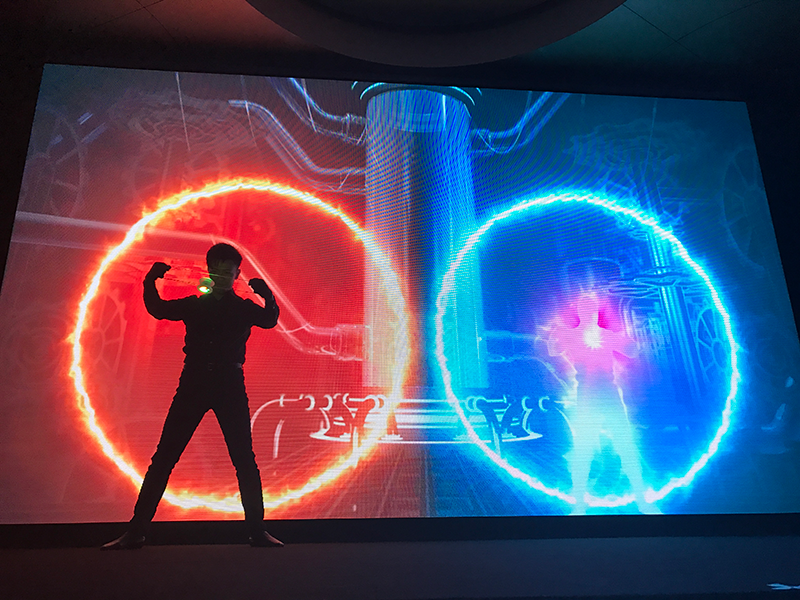
Illuminate the World

### Yo-Yo Samurai
日本をテーマとした演技。TEDカンファレンスで披露した、BLACKの代表的な演技である。袴姿の衣装、鹿威しの音に合わせた振付など、随所に和の要素が含まれている。

### Illuminate the World
映像プロジェクションとLEDヨーヨーを組み合わせた演技。プログラミング制御されたヨーヨーの発光が映像・音楽とシンクロし、スクリーン上の映像と現実世界のヨーヨー演技が一体化する新たな芸術表現を可能にした。クライアントのロゴなどを映像に取り入れる場合もある。

### Ignition
TV出演の際によく披露される、90秒間の演技。短い時間の中に、ヨーヨーの高速回転によるマッチへの着火、プログラミングLEDヨーヨー、スプリット（開脚）ルーピング、テーブルクロス引きなど多くの技が詰め込まれている。

## パフォーマンス技術と特徴

### テーブルクロス引き
自身が開発した技として、「ヨーヨーを使ったテーブルクロス引き」がある。通常のテーブルクロス引きでは両手でテーブルクロスを掴み引き抜くが、BLACKの場合、手ではなくヨーヨーを使ってテーブルクロスを引き抜く。

### 使用ヨーヨー
ショーでは、特注品のヨーヨーを使用する事が多い。大型のヨーヨーを使用することにより、「ヨーヨーはサイズが小さく、大舞台では観客から見えづらい」と言われる問題を克服した。製作には、旋盤工の紺本忍夫、株式会社菊水フォージングが協力している。
また、スマート・ヨーヨー「7-Magic」を使用することも多い。発光パターンのプログラミングにより、背景映像や音楽と完全にシンクロしたパフォーマンスを行っている。こちらのヨーヨーはBLACKが監修、株式会社Cerevoが製作したもので、一般販売もされている。

## 教育活動
TED登壇以降は、教育活動に目を向け始めた。きっかけは、TED会場において「変化の激しい世の中をこれからの若い世代が生きていく上で『情熱を持てる物』を見つけるということは、とても重要だ。ぜひ、『教育』という分野に力を貸して欲しい」と声をかけられたことから。
2017年、Pearson Education Asia社の英語教科書「Longman English 『Spark!』」に掲載される（香港、高校生向け教科書）。「The story of a yo-yo pro」というタイトルの下、BLACKが夢を叶えてきた半生が教材として紹介されている。
2020年より、「世界で活躍する日本人」として、日本の小学生向け英語教科書に掲載される。掲載教科書は、開隆堂出版「Junior Sunshine」（小学5年生用）と、光村図書出版「Here We Go!」（小学6年生用）の2冊。。
現在は従来のパフォーマー活動に加え、「英語で広がる自由」「好き・夢の見つけ方」を伝える、英語教育・キャリア教育活動にも尽力している。

## 出演

### テレビ
- NHK　金曜バラエティ
- NHK　世界を沸かせるスーパーサーカス～華麗なるステージとその裏側～
- NHK　あさイチ
- NHK Eテレ　大！天才てれびくん
- NHK Eテレ　スーパープレゼンテーション
- NHK Eテレ　みいつけた！
- 日本テレビ　メレンゲの気持ち
- 日本テレビ　おしゃれイズム
- 日本テレビ　スッキリ
- 日本テレビ　シューイチ
- 日本テレビ　スクール革命！
- 日本テレビ　心ゆさぶれ！先輩ROCK YOU
- フジテレビ　めざにゅ～
- フジテレビ　笑っていいとも
- フジテレビ　ノンストップ!
- テレビ東京　ガイアの夜明け
- テレビ東京　所さんの学校では教えてくれないそこんトコロ！

他多数

### ラジオ
- JFN　OH!HAPPY MORNING
- 文化放送　Blendy stick スマート男子とキレカワ女子のスティックブレイク
- bayfm　POWER BAY MORNING
- TOKYO FM　DOCOMO LOVE Family
- TOKYO FM　Honda Smile Mission
- TOKYO FM　Dream HEART

他多数

### CM・広報
- CANON「IXY 30S」
- コカ・コーラ「burn」
- 国際ビジネスコミュニケーション協会「TOEIC S&W」
- Original Japan「Original Stitch」
- 東洋水産「MARUCHAN QTTA」

他多数

## 著書

### 単著
- 「好き」をつらぬこう （PHP研究所、2010年9月） ISBN 9784569780863
- TEDスピーカーに学ぶ「伝える力」 魂を揺さぶるプレゼンテーション （KADOKAWA、2014年2月） ISBN 9784046539472

### 教科書掲載
- Longman English 「Spark!」 （Pearson Education Asia、2017年）
- 開隆堂出版 「Junior sunshine」 （2020年）
- 光村図書出版 「Here We Go!」 （2020年）